# Ligue Nationale contre l’Athéisme
Die Ligue nationale contre l’Athéisme („Nationales Bündnis gegen den Atheismus“) war ein französischer Verein zur Bekämpfung des Atheismus, der 1886 gegründet wurde und bis zum Anfang des 20. Jahrhunderts aktiv war.

## Geschichte
Nachdem der nachrevolutionäre Renouveau catholique bis zum Ende des Zweiten Kaiserreichs stark auf das geistige und politische Leben Frankreichs eingewirkt hatte, deuteten seit den 1880er Jahren viele Anzeichen darauf hin, dass die französische Gesellschaft zu einer „Gesellschaft ohne Gott“ würde. Vor allem die positivistischen Maßnahmen zur Laisierung der Dritten Republik unter Jules Ferry, der Antiklerikalismus der radikalen Materialisten und die Entstehung der sozialistischen Bewegung schürten in bestimmten Kreisen große Ängste. Daher formierte sich Widerstand vor allem von katholischen Klerikern und Laien, aber auch von Protestanten, Juden und intellektuellen Spiritualisten.
| |  |  |
| Die Präsidenten der Ligue nationale contre l’athéisme : Adolphe Franck, Arthur Desjardins & Anatole Leroy-Beaulieu. |  |  |

Zur letzteren Kategorie gehörten der jüdische Philosoph Adolphe Franck und der protestantische Philosoph Charles Waddington, die im Frühjahr 1886 die Ligue nationale contre l’athéisme ins Leben riefen und die Präsidentschaft bzw. Vizepräsidentschaft übernahmen mit Unterstützung des Publizisten F. Martin-Ginouvier, der die Direktion übernahm. Gründungsmitglied seit 1886 war auch der Staatsmann Jules Simon, der seit der Verabschiedung der Laizismus-Gesetze im Senat dagegen kämpfte und 1889 zum Ehrenpräsident des Vereins ernannt wurde. Im selben Jahr wurde er auch durch die Ehrenpräsidentschaft der Ligue populaire pour le repos du dimanche en France (Volksbund für die Sonntagsruhe in Frankreich) ausgezeichnet.
Die Ligue nationale contre l’athéisme hatte ihren Sitz in der No. 31, rue de Richelieu. Sie gab von 1888 bis 1890 die Wochenzeitschrift La Paix sociale (Sozialer Frieden) heraus. Sie setzte sich zusammen aus Protestanten, Juden, Katholiken und Deisten aus dem akademischen Milieu, aus der Politik und Jurisprudenz. Sie hatte sich zum Ziel gesetzt, den Atheismus mitsamt seinen verwandten Systemen zu bekämpfen. Sie zählten dazu Evolutionismus, Pessimismus, Determinismus, Positivismus, Materialismus und die „Unabhängige Moral“.
Ihre Arbeit bestand vor allem in der Durchführung von Konferenzen, deren Vorträge später in Form von Broschüren veröffentlicht wurden. In den 1890er Jahren gehörte ein Großteil ihrer Mitglieder gleichzeitig zur Ligue populaire pour le repos du dimanche en France, die zwar als Tugendorganisation auftrat, gleichzeitig aber das Hauptorgan zum Protest gegen den freien Verkauf von Alkohol war.
Nach dem Tod von Adolphe Franck 1893 wurde die Präsidentschaft einem anderen Mitglied der Académie des sciences morales et politiques übertragen, dem Magistrat Arthur Desjardins. 1901 wurde dieser von dem Essayisten Anatole Leroy-Beaulieu abgelöst, einem weiteren Mitglied der Académie.
1905, wenige Wochen vor der Annahme des Gesetzes zur Trennung von Kirche und Staat, veröffentlichte Leroy-Beaulieu in vielen Zeitschriften ein Communiqué, welches das freidenkerische Programm des Pariser Kongresses hart angriff. Diese öffentliche Protestation, auf die Ferdinand Buisson antwortete, war eines der letzten Zeichen von Aktivität der Ligue.

## Leiter und bekannte Mitglieder
- Émile Amélineau[15]
- Georges Berry[16]
- César Caire
- Denys Cochin
- Léon Crouslé
- Arthur Desjardins (Präsident)
- Théophile Desdouits
- Louis Duval-Arnould
- Camille Flammarion[3]
- Adolphe Franck (Gründungs-Präsident)
- Armand Gautier
- Henri Joly (Vice-Präsident)
- Clément Juglar
- Anatole Leroy-Beaulieu (Präsident)
- Hyacinthe Loyson[10]
- Émile de Marcère[2]
- Fernand Nicolaÿ
- Paul Nourrisson
- Frédéric Passy
- Louis Petit de Julleville
- Peter II. (Brasilien) (Ehrenmitglied)[7]
- Edmond de Pressensé
- Léon de Rosny
- Edmond Rousse (Vice-Präsident)[4]
- Jules Simon (Ehrenpräsident)[4]
- Tcheng-Ki-Tong (Ehrenmitglied)[2]
- Ludovic Trarieux
- Étienne Vacherot
- Louis Vivien de Saint-Martin (Ehrenpräsident)[17]
- Charles-Pendrell Waddington (vice-président fondateur)[15]